# Jorge Brown
Jorge Gibson Brown (Altamirano, 3 de abril de 1888 –– San Isidro, 3 de janeiro de 1936) foi um futebolista argentino de origem escocesa que atuou como zagueiro e atacante.
Membro da família de futebolistas Brown, Jorge foi um dos mais importantes e celebrados futebolistas argentinos no início do século XX, tendo conquistado 20 títulos com o Alumni (todos os títulos conquistados pelo clube, com exceção do campeonato argentino de 1901), e mais um título do campeonato argentino em 1912 com o Quilmes, o único título deste clube no torneio até o Metropolitano de 1978. Entre 1908 e 1913, Brown também foi o capitão da seleção argentina.

## Carreira

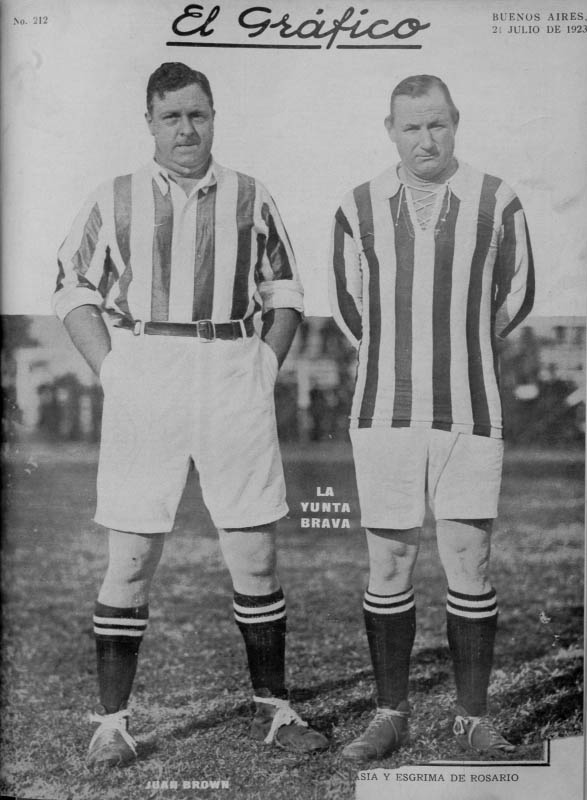
Jorge (direita) com seu irmão Juan durante um amistoso pelo Alumni em 1921.

Brown jogou quase toda sua carreira no Alumni, que fora fundado em 1898 e era conhecido como English High School até 1901. Sua chegada ao clube ocorreu em 1900, ficando até 1911, quando o Alumni deixou de existir. O clube foi uma das potências do futebol sul-americano na primeira década do século XX, vencendo 10 edições do campeonato argentino entre 1900 e 1911, seu último ano. Nas edições de 1902 e 1903, Brown foi o artilheiro do campeonato (seu irmão e companheiro Alfredo foi o artilheiro em 1904, com o irmão e também companheiro Eliseo sendo o artilheiro nos anos de 1906-09).
Fora o campeonato, o clube também venceu nacionalmente as três primeiras edições da Copa de Competencia Jockey Club (1907-09) e as duas primeiras da Copa de Honor Municipalidad de Buenos Aires (1905-06). O clube também foi campeão de dois importantes torneio regionais, disputados contra a outra potência sul-americana da época, o Uruguai: a Tie Cup, que conquistou em 1903 e entre 1906-09, e a edição de 1906 da Copa de Honor Cousenier. Após a dissolução do Alumni, Brown passou a jogar pelo Quilmes, ganhando o campeonato argentino em 1912, o seu quarto seguido.
O segredo do sucesso do Alumni foi mais a amizade e o companheirismo entre os jogadores do que propriamente suas habilidades com a bola. No futebol, o derramamento de "sangue ruim" entre dois companheiros acabaria desaguando no restante da equipe, e, felizmente, isso nunca aconteceu, muito graças ao temperamento dos irmãos Brown, particularmente do de Jorge.— Carlos Lett, jogador do Alumni, falando sobre o sucesso da equipe.
Brown fora irmão de outros quatro jogadores da seleção argentina: Alfredo, Carlos, Eliseo e Ernesto, e mais um primo, Juan Domingo. Outros dois irmãos seus, Diego e Tomás, também chegaram a ser jogadores, mas nunca defenderam a seleção. Todos foram jogadores do Alumni. Entre 1914 e 1927, Brown jogou críquete, competindo na competição Liga de los Sábados, chegando a ser o capitão do Buenos Aires Cricket & Rugby Club, do qual também fora o presidente.

## Seleção Argentina
Brown disputou sua primeira partida com a seleção argentina em 20 de julho de 1902, contra um selecionado uruguaio, no campo do Albion, chegando a marcar um gol no jogo; e com seu último jogo ocorrendo em 6 de setembro de 1914, contra o clube italiano Torino. Ele disputou entre esses anos 23 partidas, e marcou 3 gols, sendo o capitão da equipe entre 1908 e 1913, e o jogador com mais partidas até 1910.